# Doborcsány
Doborcsány (románul: Dobricionești) település Romániában, a Partiumban, Bihar megyében.

## Fekvése
Élesdtől délkeletre, a Sebes-Körös völgyének déli oldalán, a Dubricsony-patak mellett, Krajnikfalva és Bertény közt fekvő település.

## Története
Árpád-kori település, melyet 1257-ben már mint a Csanád nemzetség birtokát említették. A települést 1360-ban Dobrachenhaza, 1552-ben Dobrychon, 1692-ben Dobricson, 1808-ban Dubricsony, Dubricsinesti, a 16. században pedig Dobrocs, Dobrocsi néven említették. A falu a Csanád nemzetség révén a 17. század elejéig a Thelegdy család birtoka volt. Később a gróf Zichy, gróf Haller és a gróf Batthyány család volt a földesura.
A Dubricsony patak medre itt a falu közepén egy boltozat nélküli cseppkőbarlang hosszú folyosójához hasonlít. 1910-ben 667 lakosából 11 magyar, 632 román volt. Ebből 622 görögkatolikus, 32 görögkeleti ortodox, 12 izraelita volt.

## Nevezetességei
- Görögkatolikus temploma. 1700 körül épült.